# Ludwig Passini

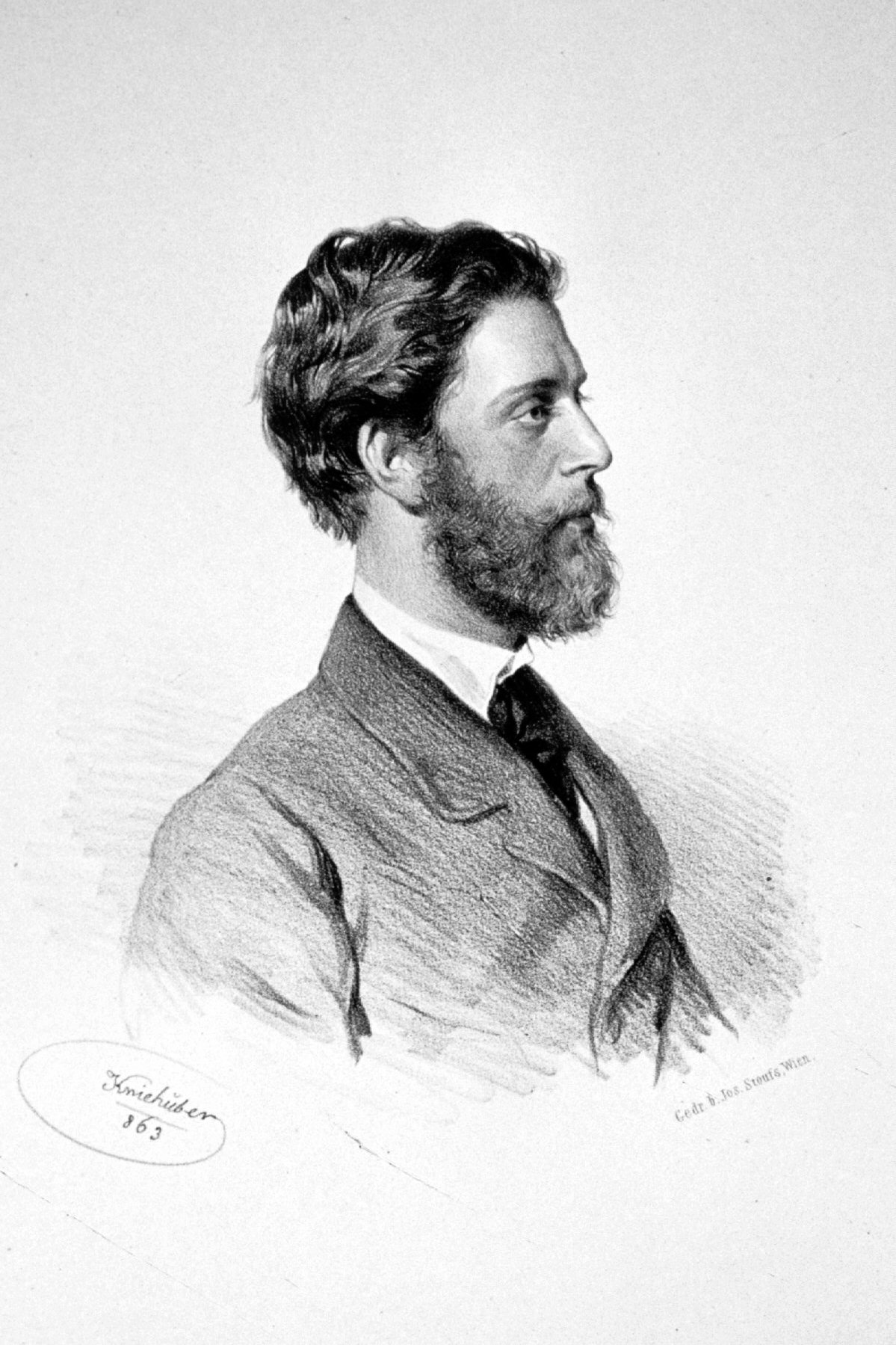
Ludwig Passini, Lithographie von Josef Kriehuber, 1863

Ludwig Johann Passini (* 9. Juli 1832 in Wien; † 6. November 1903 in Venedig) war ein österreichischer Maler und Kupferstecher.

## Leben

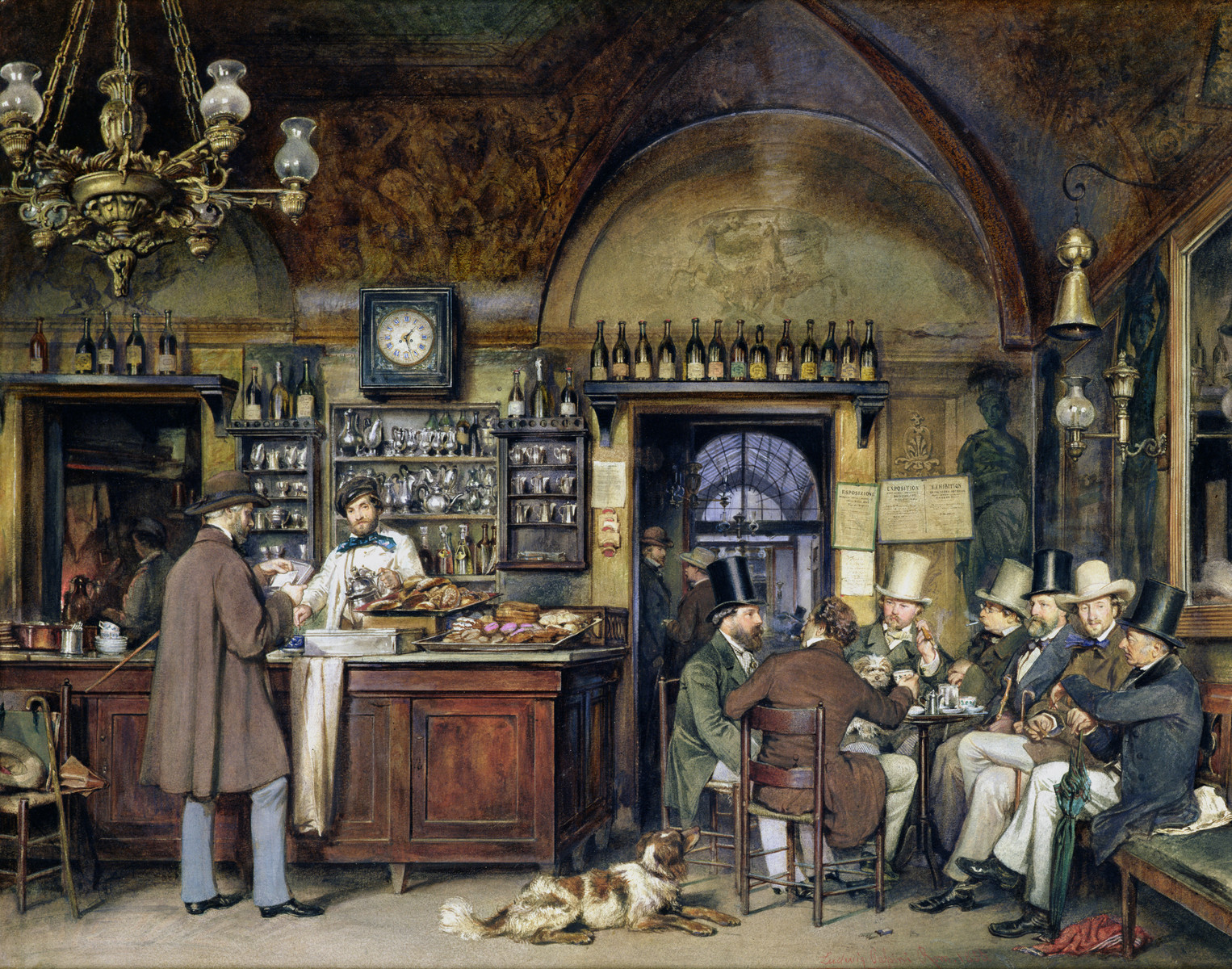
Künstler im Cafe Greco in Rom (1856)

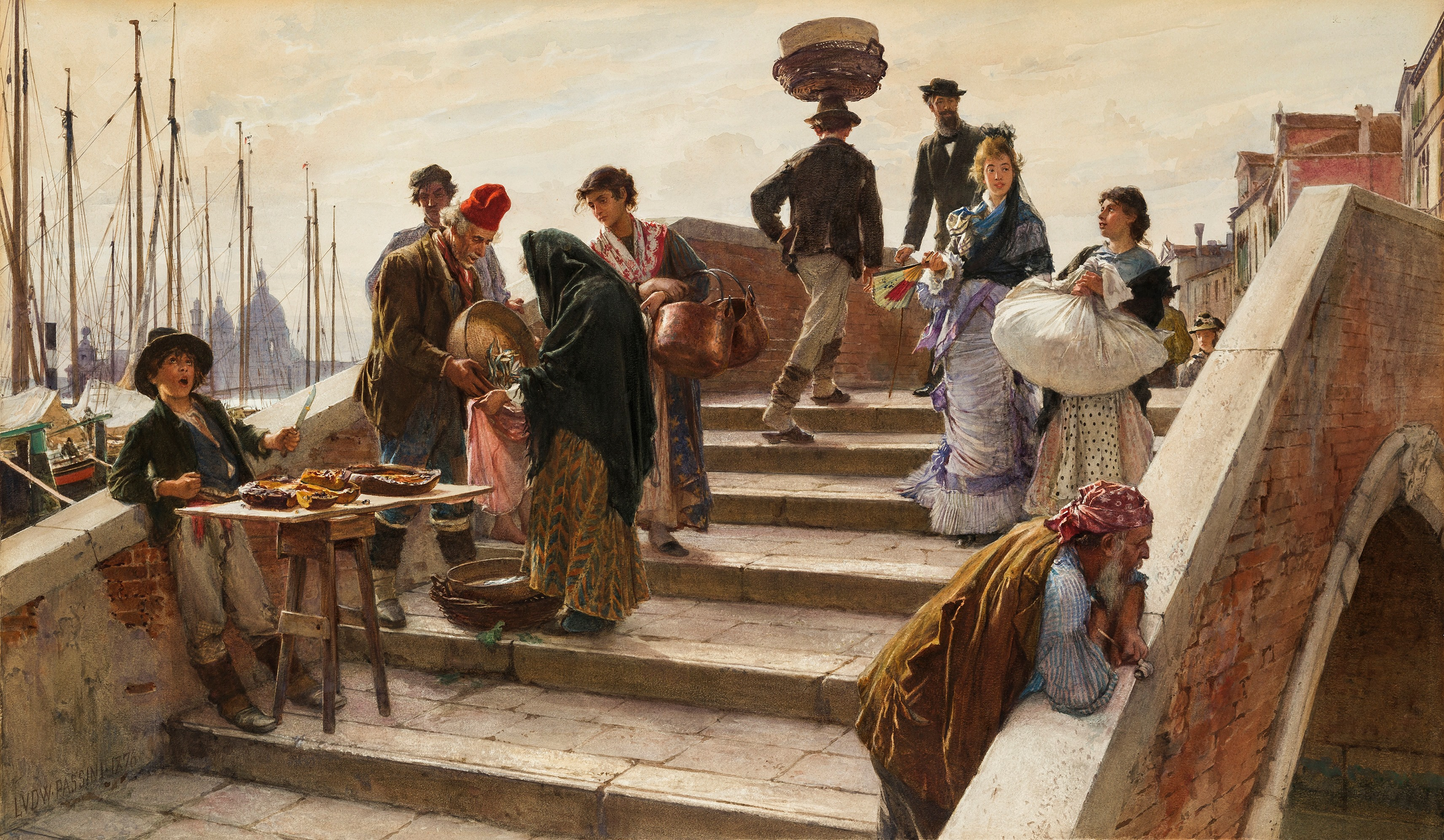
Eine Brücke in Venedig (1876)

Ludwig Passini war der Sohn des Kupferstechers Johann Nepomuk Passini. Nach erstem künstlerischen Unterricht durch den Vater konnte er die Kunstakademie seiner Heimatstadt besuchen, wo er meistenteils Schüler der Maler Joseph von Führich und Leopold Kupelwieser wurde. 1850 verzog Passini zusammen mit seinen Eltern nach Triest. Wenig später ließ er sich in Venedig nieder, wo er im Atelier von Carl Werner zum Aquarellmaler ausgebildet wurde; später begleitete er Werner auf dessen Studienreise durch Italien.
Zwischen 1853 und 1870 lebte Passini in Rom, wo er begann, sich mit Genremalerei, wie Architekturstücken und Interieurs mit Figuren. einen Namen zu machen. Am 9. November 1864 heiratete Ludwig Passini in Berlin Anna Warschauer (1841–1866), eine Tochter des Bankiers Robert Warschauer (1816–1884) und seiner Frau Marie, geb. Mendelssohn (1822–1891), die wiederum eine Tochter des Bankiers Alexander Mendelssohn war. Das Paar, das abwechselnd in Berlin und Rom lebte, hatte eine Tochter, Marie Clara Louise Passini (1865–1954), genannt Mira, die im Jahr 1888 den Juristen Paul Herrmann heiratete. Anna Passini starb nur knapp anderthalb Jahre nach der Hochzeit. Ludwig Passini ließ sich 1873 für den Rest seines Lebens in Venedig nieder. In seinen späten Aquarellen finden sich häufig Szenen des venezianischen Volkslebens.
1878 wurde Passini zum Ritter der Ehrenlegion ernannt, und im darauffolgenden Jahr ehrte ihn die Kunstakademie Wien mit dem Titel „Titularprofessor“. Den Kunstakademien von Berlin und Venedig gehörte er als Mitglied ebenfalls an.
Er gehörte zur bevorzugten Auswahl zeitgenössischer Künstler, die das „Komité zur Beschaffung und Bewertung von Stollwerckbildern“ dem Kölner Schokoladeproduzent Ludwig Stollwerck zur Beauftragung für Entwürfe vorschlug.

Passinis Grab in Berlin-Kreuzberg

Der Wiener Kunsthistoriker Ludwig Hevesi urteilte um die Jahrhundertwende: „Der meist in Venedig lebende Aquarellist Ludwig Passini […] wuchs sich rasch zu dem bedeutendsten Genremaler neben Pettenkofen heraus.“
Ludwig Passini starb 1903 im Alter von 71 Jahren in Venedig. Seine Grabstätte befindet sich auf dem Friedhof I der Jerusalems- und Neuen Kirchengemeinde in Berlin-Kreuzberg.

## Werke (Auswahl)

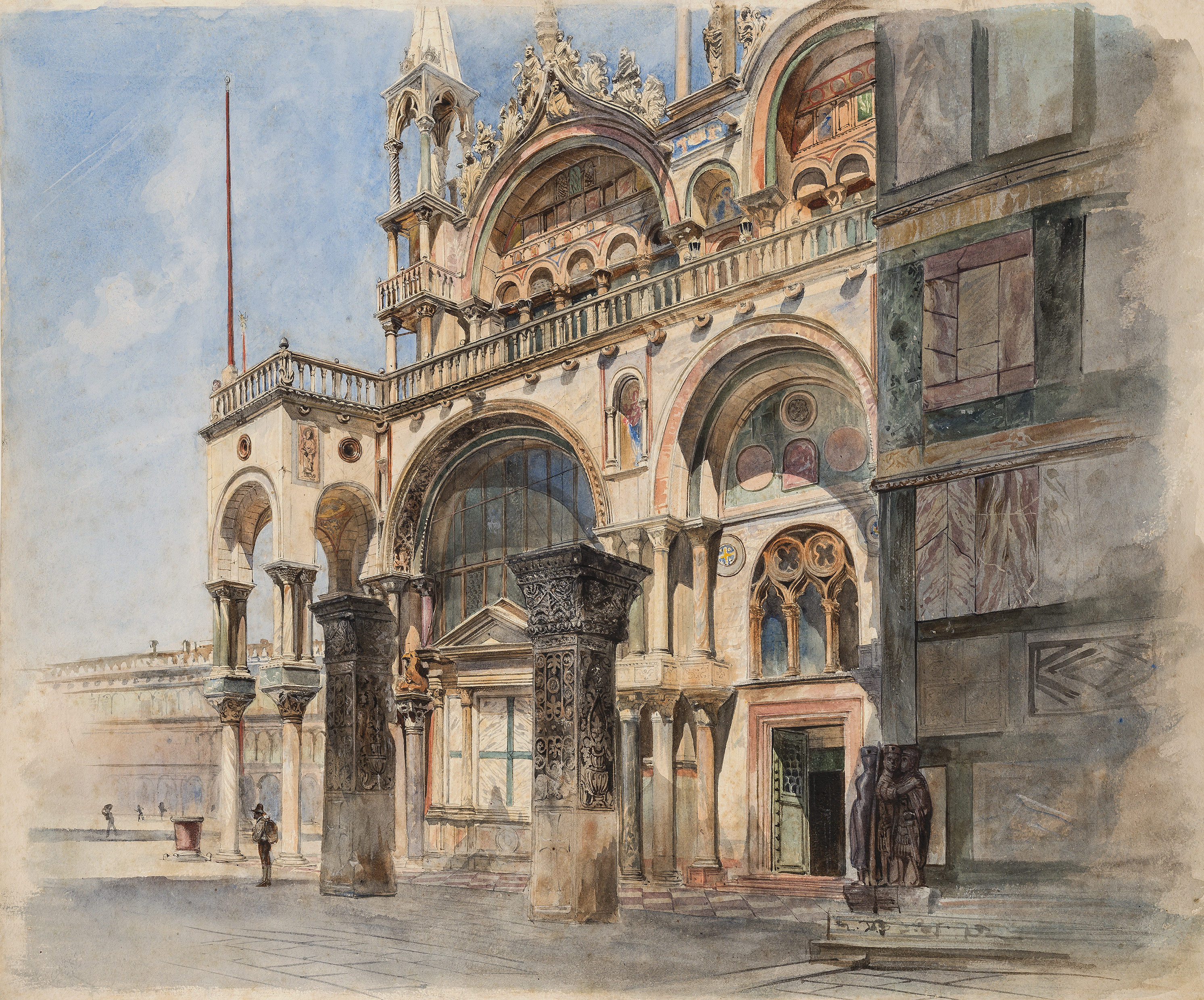
Die Basilica di San Marco in Venedig (um 1860)
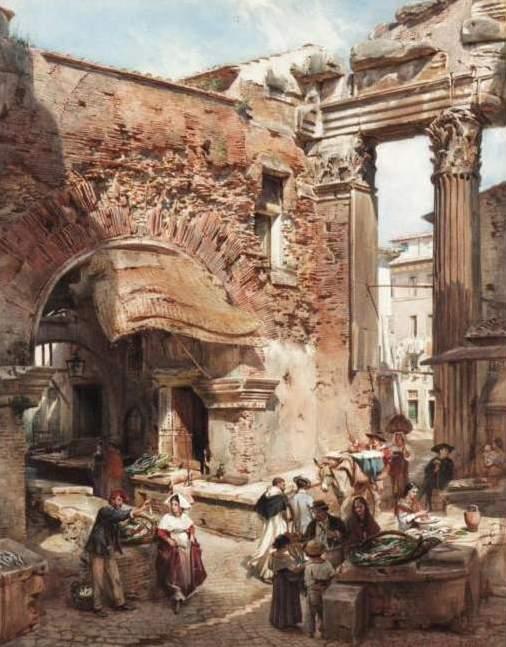
Italienische Marktszene mit römischen Ruinen (1863)
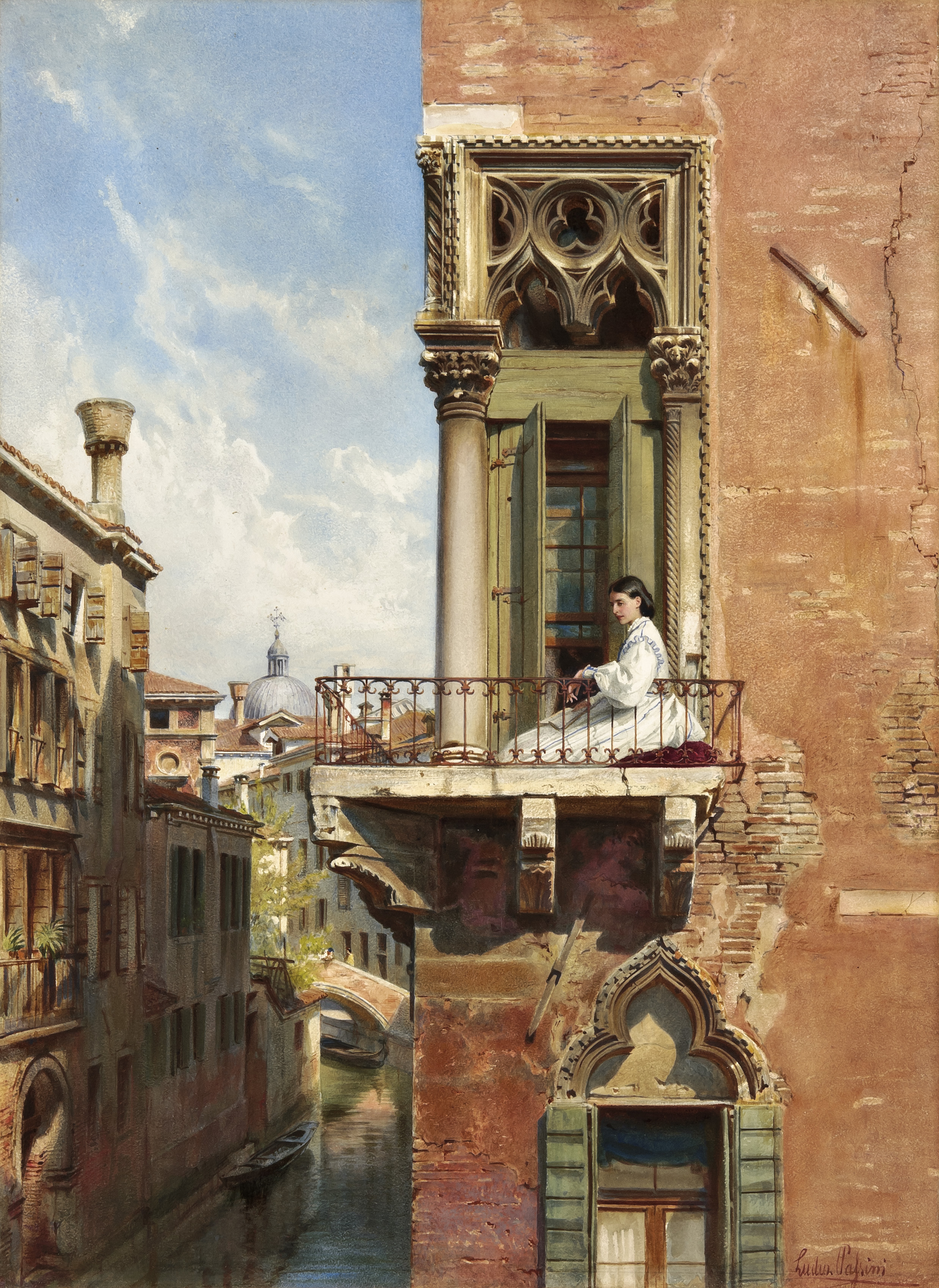
Anna Passini auf dem Balkon des Palazzo Priuli in Venedig (um 1866)
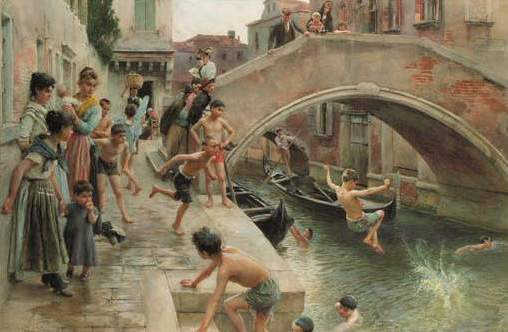
Personen an einem venezianischen Canal (1893)
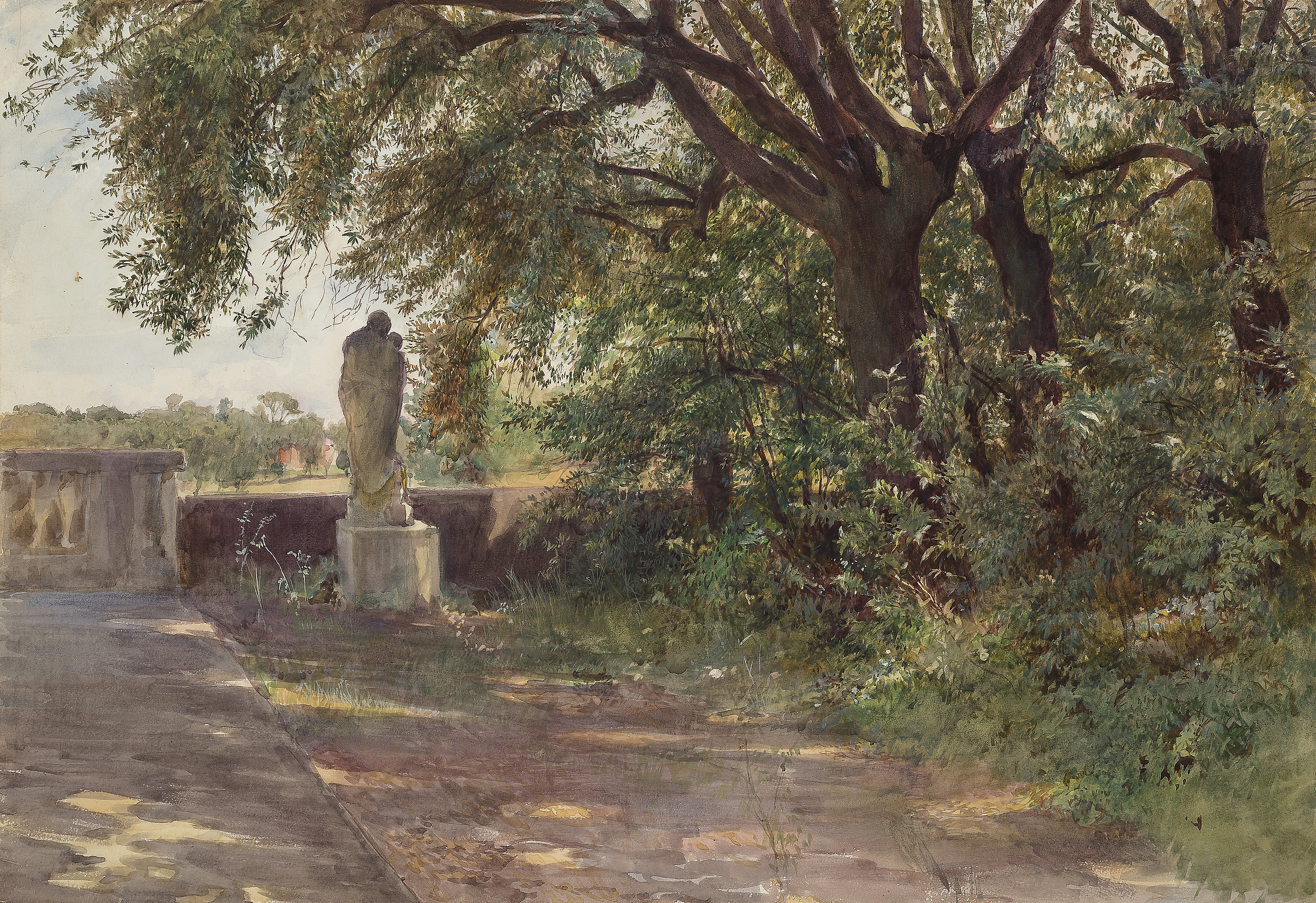
Römischer Park (1880er Jahre)
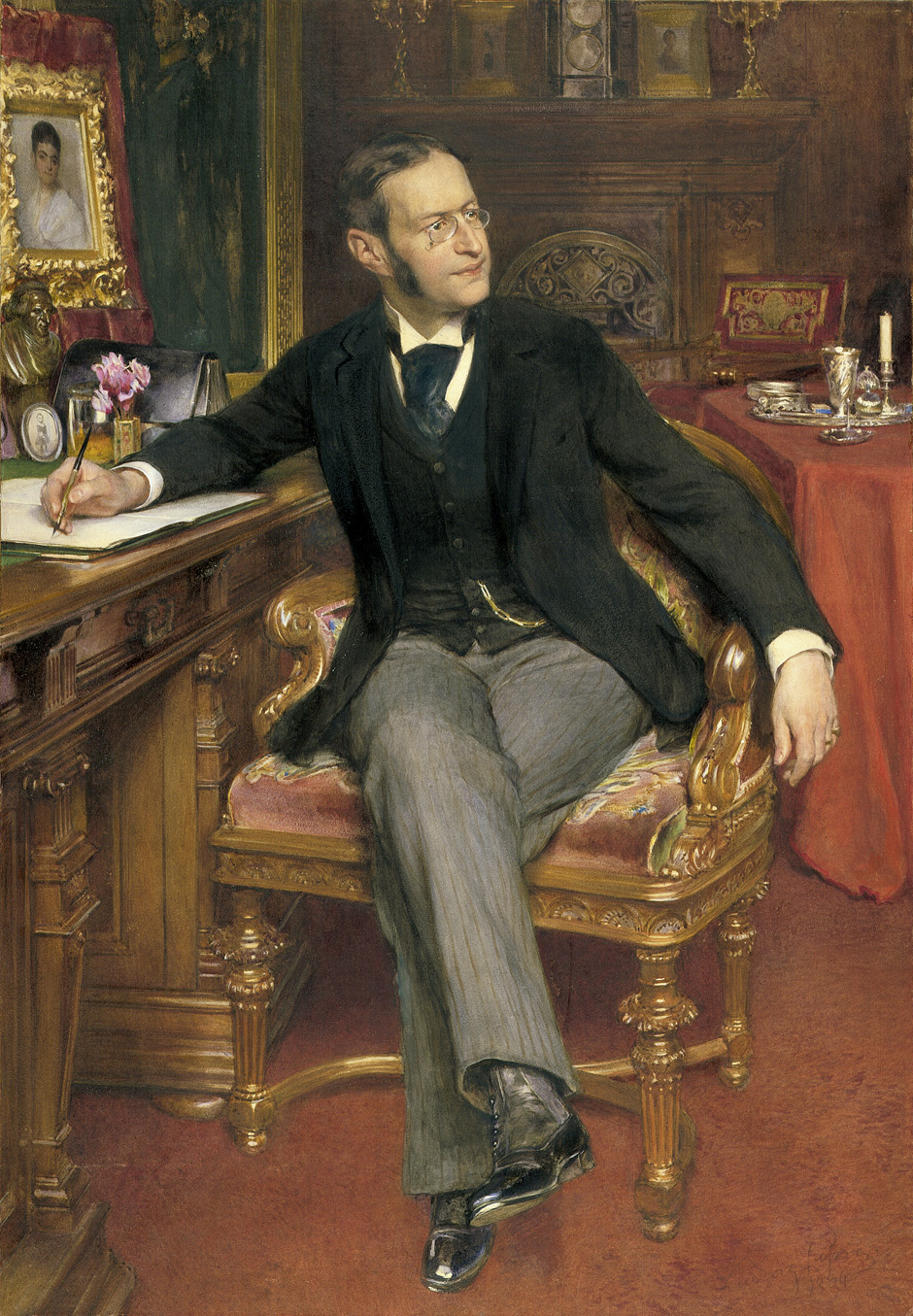
Ernst von Mendelssohn Bartholdy (1894)

- Chorherren in der Peterskirche (1870, Berliner Nationalgalerie),
- Die Beichtende,
- Der in der Kirche katechisierende junge Priester,
- Die Mädchenschule,
- Vesper in St. Paul zu Rom,
- Der Tasso-Vorleser unter den Fischern von Chioggia,
- Die Brücke an der Riva degli Schiavoni,
- Die Prozession in Venedig (1874),
- Kürbisverkäufer in Venedig,[4]
- Messe in einer Kirche zu Chioggia,
- Neugierige auf einer Brücke in Venedig,
- Künstler im Caffè Greco in Rom (1856, Hamburger Kunsthalle).
- Bildnis des Ernst von Mendelssohn-Bartholdy (1894)[5]